# Landschaftsschutzgebiet Bachtal am Hündeser Berg
Das Landschaftsschutzgebiet Bachtal am Hündeser Berg mit etwa 5,7 Hektar Flächengröße liegt im Stadtgebiet Bad Salzuflen. Es wurde 2004 mit dem Landschaftsplan „Bad Salzuflen“ durch den Kreistag des Kreises Lippe als Landschaftsschutzgebiet (LSG) ausgewiesen.

## Beschreibung
Das LSG liegt nordöstlich von Retzen beim Hündeser Berg. Südlich grenzt direkt ein Bauernhof an das Schutzgebiet. Es handelt sich um einen etwa 1,3 km langen Talabschnitt eines muldenförmigen vielfältig strukturierten und naturnahen Bachtales (namenloser Zufluss des Volkhauser Bachs, der über den Rhienbach zur Bega fließt). Im LSG liegen acht Teiche.
Der Landschaftsplan führt zum LSG aus: „Die südlichen Teichflächen sind teilweise künstlich verbaut und unterliegen einer intensiven Freizeitnutzung (Fischteiche, Entenzucht). Die nördlich gelegenen Quellbereiche sind mit in das Landschaftsschutzgebiet einbezogen worden. Im Norden des Schutzgebietes liegt ein kleineres Erlenwäldchen, an den sich eine Aufforstung überwiegend aus Pappeln und Fichten anschließt. Im unteren Talabschnitt ist ein Ufergehölz aus dichtem Erlenbestand mit angrenzenden Hochstaudenfluren und kleineren Seggenrieden vorhanden.“

## Schutzzwecke für das LSG
Laut Landschaftsplan erfolgte die Ausweisung des LSG:
- „zur Erhaltung und Wiederherstellung der Leistungsfähigkeit des Naturhaushaltes in ökologisch besonders wertvoll strukturierten Bereichen mit Wasser-, Klima- und Biotopschutzfunktionen,“
- „zur Erhaltung und Wiederherstellung von Quellbereichen und naturnahen Fließgewässern, Wald- und Grünlandbereichen unterschiedlicher Feuchtestufen, Feldgehölzen, Hecken und Obstwiesen,“
- „zur Erhaltung morphologisch ausgeprägter Bereiche zur Sicherung der landschaftlichen Eigenart und Vielfalt für die Erholung,“
- „zur Erhaltung wertvoller Biotopkomplexe aus Wald-Grünlandbereichen, Fließgewässern und Quellen sowie Biotopen nach § 62 LG mit wichtigen Refugial-, Puffer-, Trittstein- und Vernetzungsfunktionen,“
- „zur Erhaltung und Wiederherstellung wichtiger Rückzugsräume für die bedrohte Tier- und Pflanzenwelt,“
- „zur Sicherung der das Orts- und Landschaftsbild gliedernden und belebenden und die dörflichen Siedlungsstrukturen prägenden Freiraumelemente.“[1]

## Rechtliche Vorschriften
Im Landschaftsschutzgebiet ist unter anderem das Errichten bzw. Anlegen von Bauten und Fischteichen verboten. Grün- und Brachland darf nicht in eine andere Nutzungsart umgewandelt oder umgebrochen werden. Es ist ferner verboten Hunde frei laufen zu lassen. Vom Verbot ist Hundeeinsatz bei der ordnungsgemäßen Jagd, auf Hof- und Gartenbereichen und der Einsatz von Hütehunden ausgenommen.